# DSA-631
La DSA-631 es una carretera perteneciente a la Red Secundaria de la Diputación Provincial de Salamanca que une las localidades de Castellanos de Moriscos y Moriscos.

## Origen y Destino
La carretera  DSA-631  tiene su origen en Castellanos de Moriscos al finalizar su travesía, y termina en el casco urbano de Moriscos formando parte de la Red de carreteras de Salamanca.